# Таргум
Таргум е общо наименование на преводите на Танах на арамейски език. Първоначално те възникват като устни преводи и коментари на оригиналния текст на Библията, след като към VI век пр. Хр. арамейският измества иврит като говорим език на евреите. От I век таргум започват да бъдат записвани и на някои места се използват за богослужебни цели от юдаистичните общности.